# Derarimus schwendingeri
Derarimus schwendingeri es una especie de coleóptero de la familia Anthicidae.

## Distribución geográfica
Habita en Tailandia.